# Smegma

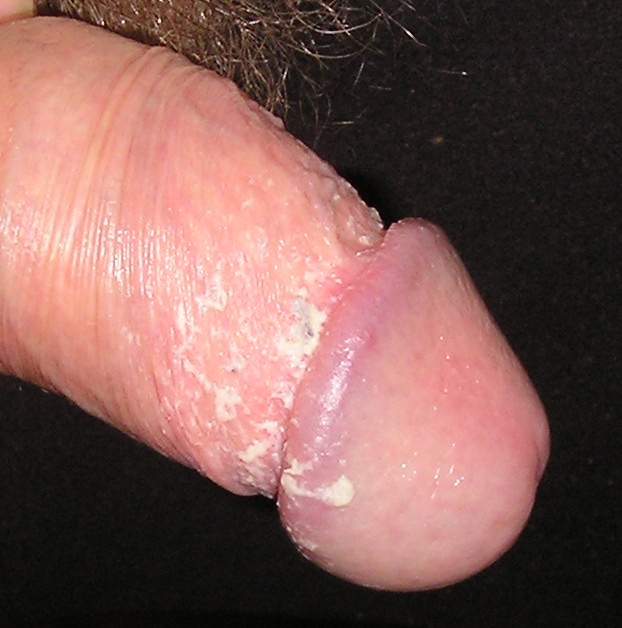
Rückstände von Smegma an der Glans penis (Eichel)

Smegma (gr. σμῆγμα smégma „Seife“), deutsch Vorhautschmiere oder Vorhauttalg, ist eine weiße bis hellgelbe Substanz am Geschlechtsorgan eines Menschen oder Tieres.
Das Smegma praeputii des Mannes, auch Vorhauttalg genannt, besteht aus dem Talg der Vorhautdrüsen, gemischt mit dem Zelldetritus des Eichelepithels und Bakterien. Zusätzlich können Urin- und Spermarückstände enthalten sein. Smegma bildet sich beim Mann zwischen der Vorhaut und der Eichel des Penis.

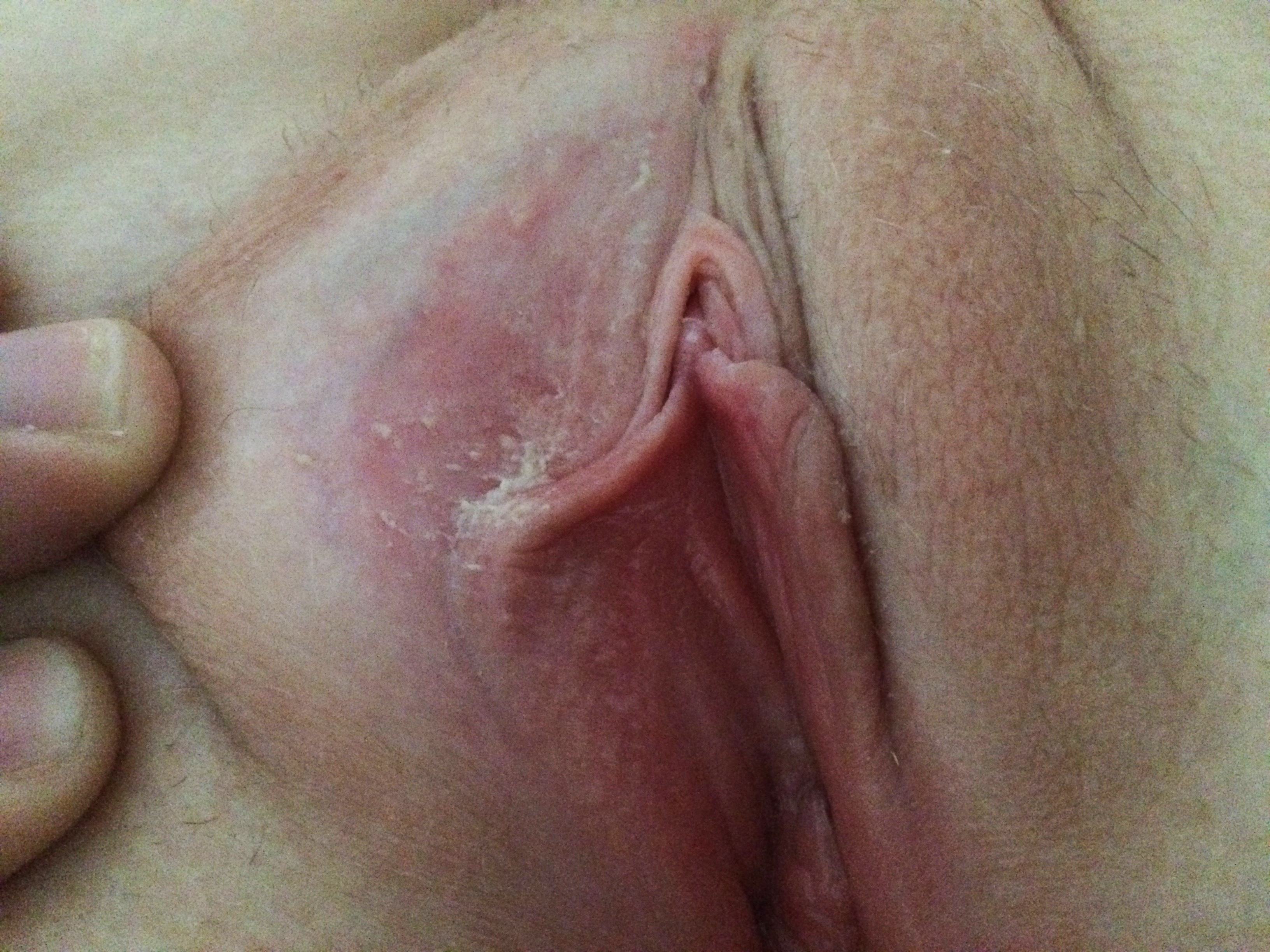
Smegma zwischen den inneren und den äußeren Schamlippen einer Frau

Das Smegma clitoridis der Frau besteht aus dem Talgdrüsensekret der inneren Schamlippen, dem Zelldetritus des Epithels und Bakterien. Es bildet sich in den Hautfalten zwischen äußeren und inneren Schamlippen sowie der Klitoris.
Die typische Standortflora ist das zu den Mykobakterien zählende Mycobacterium smegmatis, auch „Smegmabakterium“ genannt.

## Medizinische Bewertung
Mit bloßem Auge sichtbare Ansammlungen von Smegma können sich vor allem bei mangelhafter Intimhygiene bilden. Durch bakterielle Besiedlung des Smegmas bildet sich zudem häufig intensiver Geruch. Lässt sich aufgrund einer Phimose die Vorhaut nicht zurückstreifen, ist die Reinigung erschwert. Dadurch wird eine bakterielle Zersetzung des Smegmas möglich, was zur Bildung hautreizender Abbauprodukte führen kann und die Neigung zu Entzündungen erhöht oder zu chronischen Entzündungszuständen führt. Das Peniskarzinom findet sich häufiger bei Männern mit jahrelang ungenügender Hygiene. Von einigen Ärzten wird deshalb die Zirkumzision aus hygienischen Gründen empfohlen; dieses Vorgehen ist aber umstritten. Eine Beschneidung ersetzt jedoch nicht eine gründliche Genitalhygiene.